# Rally Argentino

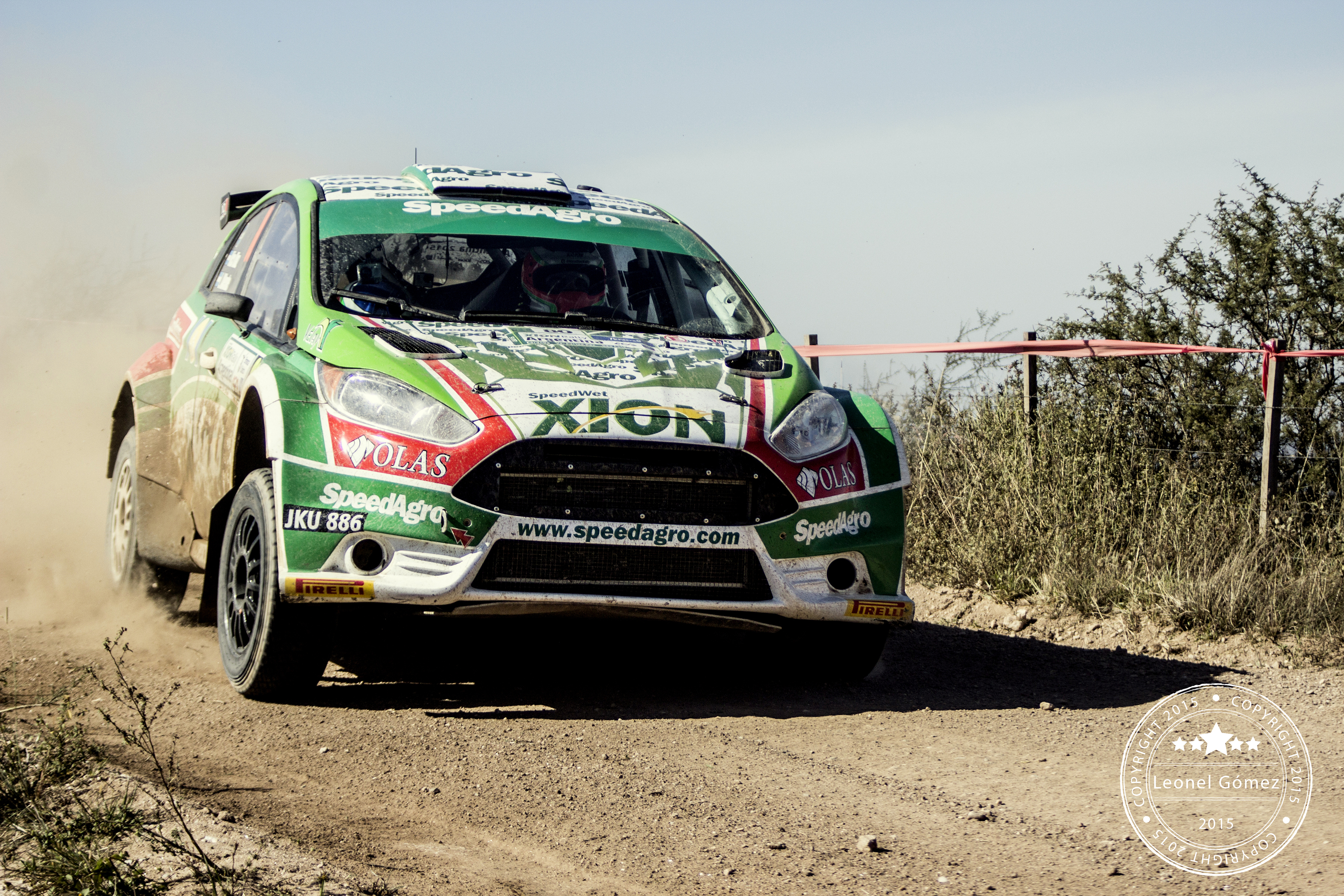
Ford Fiesta de la clase Maxi Rally.

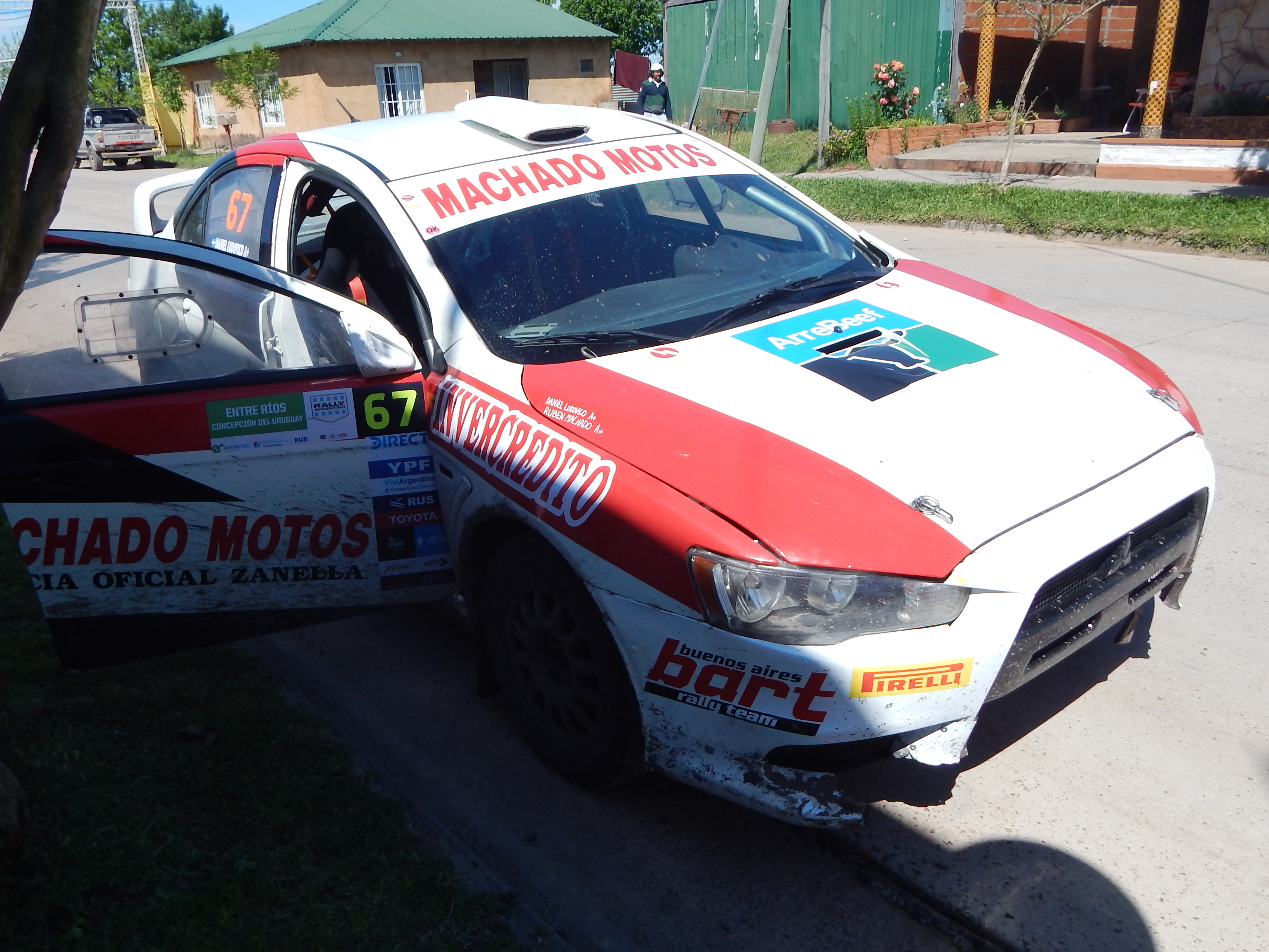
Mitsubishi Lancer Evolution X de la extinta clase RC2N.

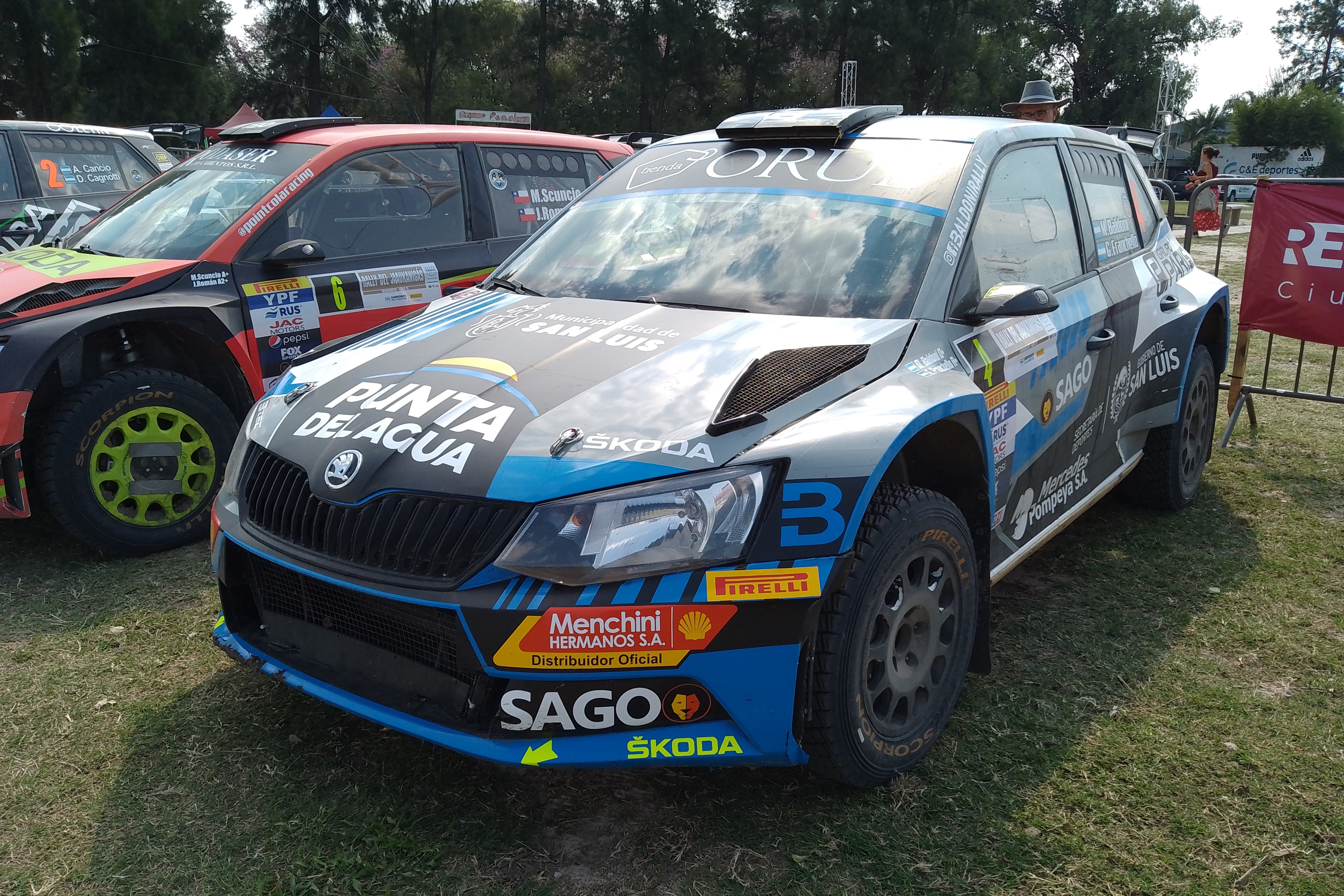
Škoda Fabia R5 de la clase RC2.

El Campeonato Argentino de Rally, más conocido por su nombre comercial Rally Argentino, es una categoría de automovilismo que, como su nombre indica, organiza los torneos nacionales de la disciplina del rally en la República Argentina. Es organizada por la Asociación Civil Rally Argentino (ACRA) y fiscalizada por la Comisión Deportiva de Automovilismo del Automóvil Club Argentino.
La categoría fue fundada en 1980 como una escisión del Turismo Nacional, por iniciativa de un grupo de competidores de la especialidad, entre los que se destacaba la figura de Jorge Recalde, quien por esos años comenzaba a destacarse como representante argentino en el Campeonato Mundial de Rally. El objetivo del ACRA es promover y difundir el rally en la República Argentina, y promover figuras a nivel internacional.
Esta disciplina supo darle al deporte motor argentino importantes referentes como el caso del mencionado Recalde o del máximo campeón Federico Villagra. Asimismo, otros grandes pilotos que han sabido ser campeones de esta categoría, supieron ser también concursantes a nivel internacional, tales los casos de Jorge Bescham, Roberto Sánchez, Gabriel Pozzo, Gabriel Raies y Marcos Ligato, entre otros.

## Campeones

### Pilotos
En negrita aparecen los campeones absolutos o de mayor categoría.
| Año     | Clase  | Pilotos                     | Marcas                           |
| ------- | ------ | --------------------------- | -------------------------------- |
| 1980    | CB     | Ernesto Soto                | Renault 12                       |
| 1980    | CC     | Francisco Alcuaz            | Peugeot 504                      |
| 1981    | CA     | Marcelo Raies               | Fiat 147                         |
| 1981    | CB     | Jorge Bescham               | Fiat 128                         |
| 1981    | CC     | Gabriel Raies               | Fiat 128                         |
| 1981    | CD     | Francisco Alcuaz            | Peugeot 504                      |
| 1982    | C5     | Raúl Bustos                 | Fiat 128                         |
| 1982    | C6     | Antonio Buigas              | Renault 12                       |
| 1982    | C7     | Diego Fenoglio              | Renault 18                       |
| 1982    | C9     | Carlos Mastromarino         | Citroën Visa                     |
| 1982    | C10    | Dardo Nieto                 | Fiat 128                         |
| 1982    | C11    | Carlos Céliz                | Renault 12                       |
| 1982    | C12    | Jorge Recalde               | Renault 18                       |
| 1983    | C1     | Sergio Colosi               | Fiat 128                         |
| 1983    | C2     | Carlos Céliz                | Renault 12                       |
| 1983    | C3     | Jorge Recalde               | Renault 18                       |
| 1984    | C1     | José Ceccetto               | Daihatsu Charade                 |
| 1984    | C2     | Gabriel Raies               | Renault 12                       |
| 1984    | C3     | Ernesto Soto                | Renault 18                       |
| 1985    | C1     | Hugo Rosso                  | Fiat 128                         |
| 1985    | C2     | Miguel Ángel Torrás         | Renault 12                       |
| 1985    | C3     | Jorge Recalde               | Renault 18                       |
| 1986    | C1     | Rudy Trossero               | Fiat 128                         |
| 1986    | C2     | Jorge Bescham               | Fiat Súper Europa                |
| 1986    | C3     | Gabriel Raies               | Renault 18                       |
| 1987    | C1     | José Luis Grasso            | Fiat 128                         |
| 1987    | C2     | Jorge Bescham               | Fiat Super Europa 1.5            |
| 1987    | C3     | Ernesto Soto                | Renault 18                       |
| 1988    | C1     | Guillermo Romero            | Fiat Spazio                      |
| 1988    | C2     | Jorge Bescham               | Fiat Regatta                     |
| 1988    | C3     | Gabriel Raies               | Renault 18                       |
| 1989    | C1     | Guillermo Romero            | Fiat Spazio                      |
| 1989    | C2     | Jorge Bescham               | Fiat Regatta                     |
| 1989    | C3     | Gabriel Raies               | Renault 18                       |
| 1990    | C1     | Jorge Seleme                | Fiat Spazio                      |
| 1990    | C2     | Jorge Bescham               | Fiat Regatta                     |
| 1990    | C3     | Gabriel Raies               | Renault 18                       |
| 1991    | C1     | Pablo Dávila                | Fiat 147                         |
| 1991    | C2     | Osvaldo Hintermeister       | Volkswagen Gacel                 |
| 1991    | C3     | Gabriel Raies               | Renault 18                       |
| 1992    | C1     | Fernando Scarlatta          | Fiat Spazio                      |
| 1992    | C2     | Gonzalo Barceló (h)         | Volkswagen Senda                 |
| 1992    | C3     | Gabriel Raies               | Renault 18                       |
| 1993    | C1     | Gabriel Velasco             | Fiat Spazio                      |
| 1993    | C2     | Gonzalo Barceló (h)         | Volkswagen Senda                 |
| 1993    | C3     | Jorge Bescham               | Fiat Regatta 2000                |
| 1994    | C1     | Flavio Galindo              | Fiat 147                         |
| 1994    | C2     | Hugo Rosso                  | Fiat Regatta                     |
| 1994    | C3     | Gabriel Raies               | Renault 18                       |
| 1995    | C2     | C2 Gerardo Klus             | Volkswagen Gol                   |
| 1995    | C3     | Luis Oxoteguy               | Renault 18                       |
| 1995    | F2     | Gabriel Raies               | Renault Clio Williams            |
| 1996    | C2     | Heriberto Ortíz             | Suzuki Swift GTI                 |
| 1996    | C3     | Guillermo Romero            | Renault Clio Williams            |
| 1996    | C4     | Jorge Bescham               | Ford Escort Cosworth             |
| 1996    | C6     | Juan Perea                  | Volkswagen Senda                 |
| 1996    | C7     | Roberto Sánchez             | Volkswagen Gol                   |
| 1996    | F2     | Gabriel Raies               | Renault Clio Williams            |
| 1997    | C2     | Gerardo Ortíz               | Suzuki Swift GTI                 |
| 1997    | C3     | Guillermo Romero            | Renault Clio Williams            |
| 1997    | C4     | Roberto Sánchez             | Subaru Impreza                   |
| 1997    | C6     | Víctor Sánchez              | Volkswagen Gol                   |
| 1997    | C7     | Oscar Chiaramello           | Renault 18                       |
| 1997    | C8     | Jorge Bescham               | Toyota Celica 4WD                |
| 1997    | F2     | Walter Suriani              | Renault Clio Williams            |
| 1998    | C2     | Andrés Giménez              | Suzuki Swift GTI                 |
| 1998    | C3     | Jorge Tarazi                | Renault Clio Williams            |
| 1998    | C4     | Roberto Sánchez             | Subaru Impreza                   |
| 1998    | C6     | Sergio Germani              | Fiat Regatta                     |
| 1998    | C7     | Víctor Sánchez              | Volkswagen Gol                   |
| 1998    | C8     | Raúl Sufán                  | Toyota Celica GT4                |
| 1998    | F2     | Walter Suriani              | Renault Clio Williams            |
| 1999    | Ab     | Roberto Sánchez             | Subaru Impreza                   |
| 1999    | C2     | Heriberto Ortíz             | Suzuki Swift GTI                 |
| 1999    | C3     | Fabiá El Aín                | Seat Ibiza GTI                   |
| 1999    | C4     | Roberto Sánchez             | Subaru Impreza                   |
| 1999    | C6     | Luis Coronel                | Volkswagen Gol                   |
| 1999    | C7     | Lino Sisterna               | Renault 18                       |
| 1999    | C8     | Jorge Recalde               | Mitsubishi Lancer Evo V          |
| 1999    | F2     | Walter Suriani              | Renault Mégane Kit Car           |
| 2000    | Ab     | Jorge Recalde               | Ford Escort Cosworth             |
| 2000    | C3     | Diego Koppoushian           | Seat Ibiza GTI                   |
| 2000    | C4     | Gabriel Raies               | Mitsubishi Lancer Evo VI         |
| 2000    | C6     | Federico Schmid             | Volkswagen Gol                   |
| 2000    | C7     | Ricardo Luna                | Renault 18                       |
| 2000    | C7 FIA | Jorge Bescham               | Renault Mégane Kit Car           |
| 2000    | C8     | Jorge Recalde               | Ford Escort Cosworth             |
| 2001    | Ab     | Gabriel Raies               | Toyota Corolla WRC               |
| 2001    | C3     | Sergio Germani              | Honda Civic                      |
| 2001    | C4     | Claudio Menzi               | Mitsubishi Lancer Evo VI         |
| 2001    | C6     | Alejandro Basavilbaso       | Fiat Palio                       |
| 2001    | C7     | Federico Schmid             | Volkswagen Gol 1.8               |
| 2001    | C7 FIA | Alberto Pérez               | Seat Ibiza                       |
| 2001    | C8     | Gabriel Raies               | Toyota Corolla WRC               |
| 2002    | Ab     | Gabriel Raies               | Toyota Corolla WRC               |
| 2002    | C3     | Sergio Germani              | Honda Civic                      |
| 2002    | C4     | Federico Villagra           | Mitsubishi Lancer Evo VI         |
| 2002    | C6     | Juan Manuel Solís           | Fiat Palio                       |
| 2002    | C7     | Juan Pablo Pelaez           | Peugeot 306                      |
| 2002    | C8     | Gabriel Raies               | Toyota Corolla WRC               |
| 2003    | Ab     | Roberto Sánchez             | Subaru Impreza                   |
| 2003    | CP     | Jorge Moreyra               | Fiat Palio                       |
| 2003    | C3     | Sergio Barotto              | Seat Ibiza                       |
| 2003    | C4     | Federico Villagra           | Mitsubishi Lancer Evo VI         |
| 2003    | C4L    | Luciano Bernardi            | Mitsubishi Lancer Evo VI         |
| 2003    | C6     | Juan Manuel Solís           | Fiat Palio                       |
| 2003    | C7     | Javier Badra                | Renault Clio                     |
| 2003    | C8     | Juan Pablo Raies            | Toyota Corolla WRC               |
| 2004    | Ab     | Federico Villagra           | Mitsubishi Lancer Evo VI         |
| 2004    | CP     | Marcos Villagra             | Fiat Palio                       |
| 2004    | C3     | Jorge Marchetto             | Peugeot 306                      |
| 2004    | C4     | Federico Villagra           | Mitsubishi Lancer Evo VI         |
| 2004    | C4L    | Luciano Bernardi            | Mitsubishi Lancer Evo VI         |
| 2004    | C6     | Germán Boaglio              | Volkswagen Gol                   |
| 2004    | C7     | Javier Fernández            | Hyundai Coupe Kit Car            |
| 2004    | C8     | Gabriel Raies               | Toyota Corolla WRC               |
| 2005    | Ab     | Luis Pérez Companc          | Toyota Corolla WRC               |
| 2005    | CP     | Maximiliano Debasa          | Fiat Palio                       |
| 2005    | C3     | Guillermo Albertengo        | Renault Clio                     |
| 2005    | C4     | Marcos Ligato               | Subaru Impreza                   |
| 2005    | C4L    | Alejandro Cancio            | Mitsubishi Lancer Evo VIII       |
| 2005    | C6     | Roberto Castro              | Honda Civic                      |
| 2005    | C7     | Ricardo Albertengo          | Renault Clio                     |
| 2005    | C8     | Luis Pérez Companc          | Toyota Corolla WRC               |
| 2006    | Ab     | Federico Villagra           | Mitsubishi Lancer Evo IX         |
| 2006    | C2     | Sebastián Abramian          | Fiat Palio                       |
| 2006    | C3     | Pablo Cacopardo             | Renault Clio                     |
| 2006    | C4     | Federico Villagra           | Mitsubishi Lancer Evo IX         |
| 2006    | C4L    | Omar Yoma                   | Subaru Impreza Spec C            |
| 2007    | Ab     | Federico Villagra           | Mitsubishi Lancer Evo IX         |
| 2007    | C2     | Darío Hernández             | Fiat Palio                       |
| 2007    | C3     | Maximiliano Debasa          | Renault Clio                     |
| 2007    | C4     | Federico Villagra           | Mitsubishi Lancer Evo IX         |
| 2007    | C4L    | Víctor Sánchez              | Subaru Impreza Spec C            |
| 2007    | SR     | Nicolás Carlomagno          | Subaru Impreza N3i               |
| 2008    | Ab     | Federico Villagra           | Mitsubishi Lancer Evo IX         |
| 2008    | C2     | Agustín Elvira              | Fiat Palio                       |
| 2008    | C3     | Darío Hernández             | Renault Clio                     |
| 2008    | C4     | Federico Villagra           | Mitsubishi Lancer Evo IX         |
| 2008    | C4L    | Nicolás Carlomagno          | Mitsubishi Lancer Evo IX         |
| 2008    | SR     | Sebastián Abramian          | Subaru Impreza N3i               |
| 2009    | Ab     | Federico Villagra           | Mitsubishi Lancer Evo X          |
| 2009    | C2     | Luis Gius                   | Ford Ka                          |
| 2009    | C3     | Manuel Machinea             | Peugeot 206                      |
| 2009    | C4     | Federico Villagra           | Mitsubishi Lancer Evo X          |
| 2009    | C4L    | Miguel Baldoni              | Mitsubishi Lancer Evo IX         |
| 2009    | SR     | Elder Tasca                 | Subaru Impreza N3i               |
| 2010    | Ab     | Federico Villagra           | Mitsubishi Lancer Evo X          |
| 2010    | C2     | César Montecino             | Ford Ka                          |
| 2010    | C3     | Roberto Jauregui            | Peugeot 306                      |
| 2010    | C4     | Federico Villagra           | Mitsubishi Lancer Evo X          |
| 2010    | C4L    | Juan Gil De Marchi          | Mitsubishi Lancer Evo X          |
| 2010    | SR     | Álvaro Marchetto            | Subaru Impreza N3i               |
| 2011    | Ab     | Federico Villagra           | Ford Fiesta Maxi Rally           |
| 2011    | C3     | Federico Villagra           | Ford Fiesta Maxi Rally           |
| 2011    | C3L    | José Cantón                 | Mitsubishi Lancer Evo IX         |
| 2011    | C9     | Darío Sambueza              | Ford Ka                          |
| 2011    | SR     | Carlos Cataldo              | Subaru Impreza N3i               |
| 2012    | Ab     | Federico Villagra           | Ford Fiesta Maxi Rally           |
| 2012    | MR     | Federico Villagra           | Ford Fiesta Maxi Rally           |
| 2012    | C3     | Juan Carlos Alonso          | Mitsubishi Lancer Evo IX         |
| 2012    | C9     | Luciano Bonomi              | Ford Ka                          |
| 2013    | Ab     | Federico Villagra           | Ford Fiesta Maxi Rally           |
| 2013    | MR     | Federico Villagra           | Subaru Impreza N3i               |
| 2013    | C3     | Omar Kovacevich             | Mitsubishi Lancer Evo IX         |
| 2013    | C9     | Samir Assaf                 | Ford Ka                          |
| 2013    | CJ     | Diego Grion                 | Fiat Palio                       |
| 2014    | MR     | Marcos Ligato               | Chevrolet Agile Maxi Rally       |
| 2014    | CMR    | Luciano Preto               | Peugeot 208 Maxi Rally           |
| 2014    | C3     | Álvaro Marchetto            | Mitsubishi Lancer Evo X          |
| 2014    | C9     | Raúl Racca                  | Ford Ka                          |
| 2014    | CJ     | Favio Grinovero             | Ford Ka                          |
| 2015    | MR     | Marcos Ligato               | Chevrolet Agile Maxi Rally       |
| 2015    | CMR    | Alejandro Menéndez          | Volkswagen Gol Maxi Rally        |
| 2015    | RC5    | Pablo Peláez                | Ford Ka                          |
| 2015    | RC5N   | Omar Kovacevich             | Mitsubishi Lancer Evo X          |
| 2015    | CJ     | Favio Grinovero             | Chevrolet Agile                  |
| 2016    | MR     | Marcos Ligato               | Chevrolet Agile Maxi Rally       |
| 2016    | CMR    | David Nalbandian            | Chevrolet Agile Maxi Rally       |
| 2016    | CMR1.6 | Gerónimo Padilla            | Peugeot 208 Maxi Rally           |
| 2016    | RC5    | Juan Manuel González        | Ford Ka                          |
| 2016    | RC5N   | Antonio Carrera             | Mitsubishi Lancer Evo X          |
| 2016    | CJ     | Pablo Peláez                | Ford Fiesta                      |
| 2017    | MR     | Marcos Ligato               | Chevrolet Agile Maxi Rally       |
| 2017    | CMR    | Federico Cadamuro           | Ford Fiesta Maxi Rally           |
| 2017    | RC2N   | Luis Arceluz                | Mitsubishi Lancer Evo X          |
| 2017    | RC5    | Mauro Debasa                | Renault Clio                     |
| 2017    | CJ     | Nadia Cutro                 | Toyota Etios                     |
| 2017    | CS     | Roberto Canale              | Ford Ka                          |
| 2018    | RC2    | Federico Villagra           | Ford Fiesta Maxi Rally           |
| 2018    | RC2A   | Javier Castro               | Audi A1 Maxi Rally               |
| 2018    | RC2N   | Luis Arceluz                | Mitsubishi Lancer Evo X          |
| 2018    | RC3    | Mariano Preto               | Volkswagen Gol                   |
| 2018    | RC5    | Adrián Sánchez              | Ford Ka                          |
| 2018    | CS     | Walter D'Agostini           | Ford Ka                          |
| 2019    | RC2    | Miguel Baldoni              | Chevrolet Agile Maxi Rally Turbo |
| 2019    | RC2A   | Martín Suriani              | Peugeot 208 Maxi Rally           |
| 2019    | RC2N   | Antonio Prevedello          | Mitsubishi Lancer Evo X          |
| 2019    | RC3    | Lucas Machado               | Volkswagen Gol Trend             |
| 2019    | RC5    | Adrián Sánchez              | Ford Ka                          |
| 2019    | CS     | Fernando Álvarez Castellano | Ford Fiesta Maxi Rally           |
| 2020    | R5     | Martín Scuncio              | Hyundai i20 R5                   |
| 2020    | RC2    | Nicolás Díaz                | Ford Fiesta Maxi Rally Turbo     |
| 2020    | CRC2   | Gastón Pasten               | Volkswagen Polo Maxi Rally       |
| 2020    | RC3    | Paulo Soria                 | Ford Ka                          |
| 2020    | RC5    | Martín Maisonnave           | Ford Fiesta                      |
| 2020    | CS     | Fernando Álvarez Castellano | Ford Fiesta Maxi Rally           |
| 2021    | RC2A   | Alejandro Cancio            | Škoda Fabia R5                   |
| 2021    | RC2B   | Gerónimo Padilla            | Volkswagen Polo Maxi Rally       |
| 2021    | RC2N   | Antonio Prevedello          | Mitsubishi Lancer                |
| 2021    | RC3    | Victorio Ballay             | Toyota Etios                     |
| 2021    | RC5    | Gabriel Cerutti             | Ford Fiesta                      |
| 2021    | CS     | Walter D'Agostini           | Volkswagen Polo Maxi Rally       |
| 2022    | RC2    | Marcos Ligato               | Citroën C3 Rally2                |
| 2022    | RC MR  | Gastón Pasten               | Volkswagen Polo Maxi Rally       |
| 2022    | CP     | Claudio Robustelli          | Volkswagen Polo Maxi Rally       |
| 2022    | RC2N   | Miguel Reginato             | Mitsubishi Lancer                |
| 2022    | RC3    | Victorio Ballay             | Toyota Etios                     |
| 2022    | RC5    | Manuel Torrás               | Ford Fiesta                      |
| 2022    | CS     | Carlos Cataldo              | Toyota Etios                     |
| 2023    | RC2    | Martin Scuncio              | Škoda Fabia Rally2 evo           |
| 2023    | RC2 C  | Alejandro Menéndez          | Škoda Fabia R5                   |
| 2023    | RC MR  | Hérnan Kim                  | Volkswagen Polo MRT              |
| 2023    | RC3    | Ernesto Lord                | Volkswagen Gol Trend             |
| 2023    | RC4    | Martín Maisonnave           | Peugeot 208 Rally4               |
| 2023    | RC5    | Fernando Daporte            | Ford Fiesta                      |
| 2024    | RC2    | Nicolás Díaz                | Škoda Fabia R5                   |
| 2024    | RC2 C  | Juan Galduroz               | Škoda Fabia Rally2 evo           |
| 2024    | RC MR  | Nicolás de la Vega          | Citroën DS3 MRT                  |
| 2024    | RC3    | Nicolás González            | Volkswagen Gol Trend             |
| 2024    | RC4    | Pablo Alejandro Peláez      | Peugeot 208 Rally4               |
| 2024    | RC5    | Guillermo Ambrosio          | Ford Fiesta                      |
| Fuente: |        |                             |                                  |